# Quedius maurorufus
Quedius maurorufus är en skalbaggsart som först beskrevs av Johann Ludwig Christian Gravenhorst 1806.  Quedius maurorufus ingår i släktet Quedius, och familjen kortvingar. Arten är reproducerande i Sverige.